# Almailonca
Az almailonca (Adoxophyes reticulana) a valódi lepkék (Glossata) alrendjébe tartozó sodrólepkefélék (Tortricidae) családjának egyik, hazánkban is honos faja.

## Elterjedése, élőhelye
Ez a palearktikus faj összefüggő területen él Dél-, Közép- és Nyugat-Európában, valamint Angliában és a magas észak kivételével Észak-Európában. Dél-Oroszországban, az Észak-Kaukázusban, valószínűleg egész Szibériában, továbbá Kínában és Japánban foltokban fordul elő. Hazánkban szinte mindenütt megtalálható, de eltérő gyakorisággal.

## Megjelenése
Jellegzetesen vörösbarna szárnyait vékony harántsávok mintázzák. A szárny fesztávolsága 15–23 mm.

## Életmódja

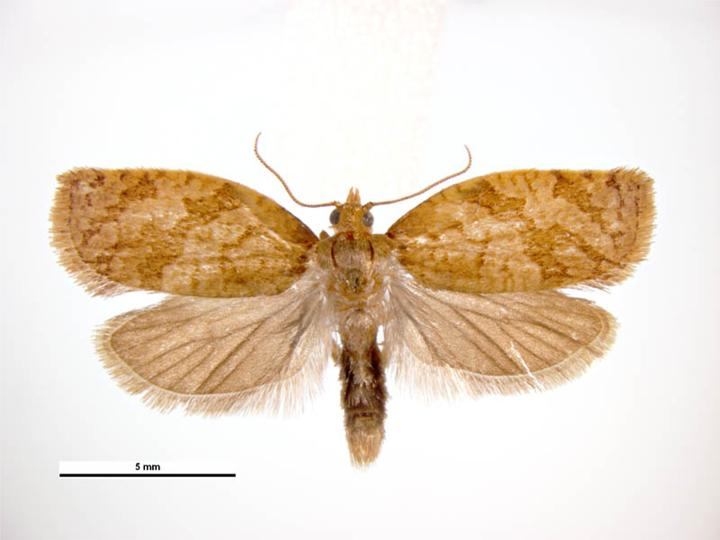
Almailonca (hím)

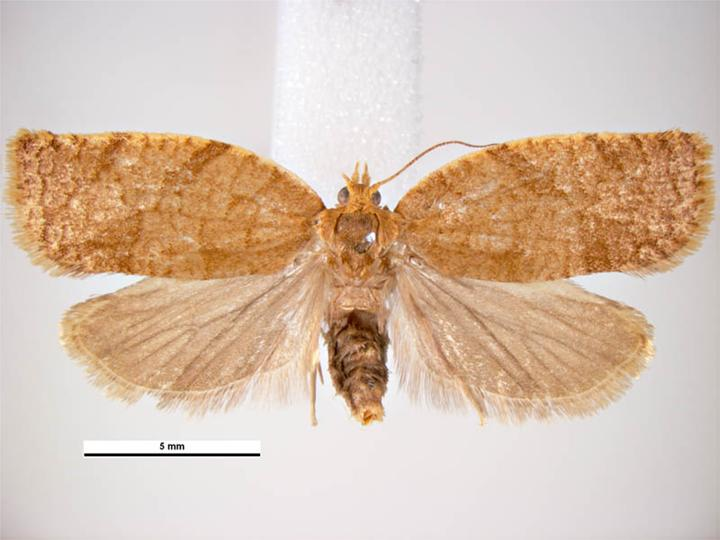
Almailonca

Közép-Európában, így nálunk is egy-egy évben két nemzedéke kel ki. A második nemzedék hernyói
L2 vagy L3 stádiumban telelnek át, és tavasszal fejezik be fejlődésüket. A tél után feléledő hernyók berágják magukat a fakadó rügyekbe, majd a hajtások és a virágok belsejében rágnak tovább. A nyári nemzedék hernyói kezdetben fehér szövedékháló alatt rágják a leveleket, később az érő gyümölcshöz szőtt levél védelmében a gyümölcsöt is hámozgatják.
Az almailonca nagyon polifág faj. Hernyóinak kártételét számos gyümölcsről jelentették.
Magyarországon:
- alma,
- naspolya,
- őszibarack,
- mandula,
- szilva,
- cseresznye,
- meggy,
- szamóca,
- málna,
- vörös ribiszke,
- fekete ribiszke,
- köszméte,
- galagonya,
- sajmeggy,
- kökény és
- szeder;

szerepel a károsított gyümölcsök listáján, Európa más országaiban még számos más lombos fa és cserje.
Az utóbbi években hazánkban az almások legjelentősebb kártevő sodrómolyává vált. Kárképe mindig jól megkülönböztethető az almamolyétól, mert az csak a gyümölcs belsejében táplálkozik.